# فند
فند، روستایی از توابع بخش مرکزی شهرستان گرمسار در استان سمنان ایران است.

## جمعیت
این روستا در دهستان حومه قرار دارد و براساس سرشماری مرکز آمار ایران در سال ۱۳۸۵، جمعیت آن ۳۹۴ نفر (۱۰۰خانوار) بوده‌است.